# Смошев
Смошев (пол. Smoszew, нім. Schmoschew) — село в Польщі, у гміні Кротошин Кротошинського повіту Великопольського воєводства.
Населення — 410 осіб (2011).
У 1975-1998 роках село належало до Каліського воєводства.

## Демографія
Демографічна структура станом на 31 березня 2011 року:
|          | Загалом | Допрацездатний вік | Працездатний вік | Постпрацездатний вік |
| -------- | ------- | ------------------ | ---------------- | -------------------- |
| Чоловіки | 207     | 56                 | 135              | 16                   |
| Жінки    | 203     | 49                 | 122              | 32                   |
| Разом    | 410     | 105                | 257              | 48                   |